# گویش ساروی
گویش ساروی یا طبری ساروی گویشی از زبان مازندرانی که در دو شهرستان ساری و شهرستان میاندورود گویش می‌شود. گویش ساروی جز گویش‌های مازندرانی شرقی محسوب می‌شود و به گویش قائمشهری نزدیکی بسیاری دارد. گویش ساروی یکی از گونه‌های معیار زبان مازندرانی محسوب می‌شود که اکثر اهالی مازندران علاوه بر گویش مازندرانی خود توانایی تکلم به گویش ساروی را نیز دارند. حبیب برجیان گویش ساروی، قائمشهری و بهشهری را جز گویش‌های شرقی مازندرانی می‌داند و شناسه‌های فعلی آن را با گویش‌های مرکزی همچون آملی و بابلی متفاوت می‌داند. ولادیمیر ایوانف گویش ساروی را یکی از گویش‌های زبان مازندرانی می‌داند.

## محدوده جغرافیایی

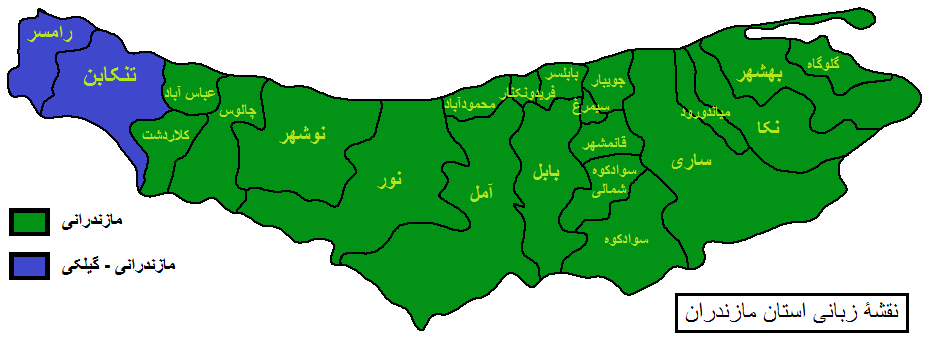
نقشهٔ زبانی استان مازندران

گویش ساروی در شهرستان ساری و میاندورود شامل چهاردانگه از کیاسر تا کوهستان‌های دودانگه، جلگه‌های مابین میان دورود و جلگه‌های مناطق غربی تجن رود تا جویبار صحبت می‌شود.

## منبع‌شناسی
در زمان محمد شاه قاجار به فرمان والی طبرستان، اردشیر میرزا، کتابی در سبک نصاب‌الصبیان برای زبان مازندرانی سرود شد که نصاب طبری نام دارد و در آن بیش از ۸۰۰ واژه به این زبان آمده است. سرایندهٔ این منظومه امیر تیمور قاجار نام دارد که اهل ساری بود؛ فلذا این کتاب برای پژوهشگران گویش ساروی حائز اهمیت است. به سبب وجود وزن در شعر، تا حدی تلفظ کلمات در این اثر مشخص است.
گیتی شکری کتابی با چهار فصل و یک مقدمه به نام گویش ساری (مازندرانی) منتشر کرد که آواشناسی، صرف و نحو و واژگان گویش ساروی در آن بررسی شده است. پس از او، حسین قاسمی، مراد باقرزاده کاسمانی و محسن جعفرزاده کرچنگی در مقالۀ «تأثیر تلفظی زبان فارسی بر زبان مازندرانی <گونۀ ساروی>» (۱۳۹۹) سعی کردند تأثیرات آوایی زبان فارسی بر واژه‌های گویش ساروی را نشان دهند. جواد لطفی نوذری در «گویش ساروی» (۱۳۹۶) اطلاعات زبانی ـ فرهنگی فراوانی از زبان رایج در ساری ارائه کرده است. مهین‌ناز میردهقان و شیرین مهمانچیان ساروی در مقالۀ «آرایش واژگانی در جملات خبری گویش آتنی (ساروی) در چهارچوب نظری بهینگی» (۱۳۹۰) به چگونگی آرایش واژگانی در این گویش پرداخته‌اند. در واژه‌نامۀ بزرگ تبری (۱۳۷۷) به سرپرستی جهانگیر نصری اشرفی و حسین صمدی نیز واژه‌های فراوانی از گویش ساروی گرد آمده است.

## ویژگی‌های آوایی
گویش ساروی دارای ۲۲ همخوان و یک نیم‌واکه است. واک‌دارها در این گویش در آغاز گفتار و پس از سکونی اندک، واک‌رفته می‌شوند. (مانند dumbe به معنی «می‌دانم») سایشی‌های بی‌واک پس از واکه، تمام یا بخشی از کشش واکهٔ پیشین را در خود جذب می‌کنند، به گونه‌ای که واکهْ بدون کشش، و سایشی‌ها با کشش بیان می‌شوند. (مانند ses به معنی «سُست»)
در این گویش، ۶ واکه و شماری واکۀ مرکب وجود دارد که نه در سطح واج‌شناسی، بلکه تنها در سطح آواشناسی می‌توان آن‌ها را بررسی کرد. (مانند واکۀ مرکب / âu/  در bâu «بگو» و / ay/  در bayten «گرفتن»).
ساختمان هجا در این گویش همانند زبان فارسی است و هیچ هجایی در آن با واکه آغاز نمی‌شود. در گویش ساروی، گردش مصوت نیز به چشم می‌خورد؛ یعنی واکۀ موجود در ریشۀ فعل تغییر می‌کند تا فعل را از لازم به متعدی تبدیل کند. (مانند bar-da-gard-ess-em «برگشتم» ← bar-de-gârd-eni-me «برگرداندم»)

## دستور زبان

### ضمیر
در مازندرانی ضمیر سه حالت دارد: فاعلی، مفعولی و ملکی.
| ضمیر         | ۱ مفرد | ۲ مفرد | ۳ مفرد | ۱ جمع | ۲ جمع  | ۳ جمع   |
| ------------ | ------ | ------ | ------ | ----- | ------ | ------- |
| فاعلی، ساری  | men    | te     | ve     | emâ   | šemâ   | vešun   |
| مفعولی، ساری | mere   | tere   | vere   | emâre | šemâre | vešunre |
| ملکی، ساری   | me     | te     | vene   | ame   | šeme   | vešune  |

### شناسه
در زبان فارسی دو دسته شناسه داریم: گذشته و حال. اما در گویش ساروی سه دسته شناسه داریم: گذشته، حال ساده و حال التزامی.(نمونه زیر بر اساس گویش کلیجان رستاق ساری تنظیم شده‌است)
۱. گذشته:
- بن ماضی ساده: -burd = رفت
- بن ماضی استمراری: -ši = می‌رفت

| گذشته              | ۱ مفرد | ۲ مفرد | ۳ مفرد | ۱ جمع | ۲ جمع | ۳ جمع |
| ------------------ | ------ | ------ | ------ | ----- | ----- | ----- |
| شناسه              | embe   | i      | e      | embi  | eni   | ene   |
| شناسه (پس از واکه) | mbe    | i      | e      | mbi   | ni    | ne    |

۲. حال ساده:
- بن مضارع اخباری: -šu = می‌رود

| حال ساده           | ۱ مفرد | ۲ مفرد | ۳ مفرد | ۱ جمع | ۲ جمع | ۳ جمع |
| ------------------ | ------ | ------ | ------ | ----- | ----- | ----- |
| شناسه              | eme    | eni    | ene    | emi   | enni  | enne  |
| شناسه (پس از واکه) | me     | ni     | ne     | mi    | nni   | nne   |

۳. حال التزامی:
- بن مضارع التزامی: -bur = برو

| حال التزامی        | ۱ مفرد | ۲ مفرد | ۳ مفرد | ۱ جمع | ۲ جمع | ۳ جمع |
| ------------------ | ------ | ------ | ------ | ----- | ----- | ----- |
| شناسه              | em     | i      | e      | im    | in    | en    |
| شناسه (پس از واکه) | m      | i      | e      | im    | in    | n     |

### صرف فعل
در جدول زیر فعل رفتن (bašien/burden) براساس گویش ساروی در زمان‌های مختلف صرف می‌شود.
| زمان/شخص           | ۱ مفرد       | ۲ مفرد       | ۳ مفرد      | ۱ جمع         | ۲ جمع         | ۳ جمع        |
| ------------------ | ------------ | ------------ | ----------- | ------------- | ------------- | ------------ |
| گذشته ساده         | burdeme      | burdi        | burde       | burdemi       | burdeni       | burdene      |
| گذشته کامل         | burde-bime   | burde-bi     | burde-bie   | burde-bimi    | burde-bini    | burde-bine   |
| گذشته التزامی      | burde-bum    | burde-bui    | burde-bu    | burde-buim    | burde-buin    | burde-bun    |
| گذشته التزامی کامل | burde-bi-bum | burde-bi-bui | burde-bi-bu | burde-bi-buim | burde-bi-buin | burde-bi-bun |
| گذشته استمراری     | šime         | šii          | šie         | šimi          | šini          | šine         |
| گذشته در حال انجام | dai-šime     | dai-šii      | dai-šie     | dai-šimi      | dai-šini      | dai-šine     |
| حال ساده/آینده     | šumbe        | šuni         | šune        | šumbi         | šunni         | šunne        |
| حال در حال انجام   | dar-šumbe    | dar-šuni     | dar-šune    | dar-šumbi     | dar-šunni     | dar-šunne    |
| حال التزامی        | burem        | buri         | bure        | burim         | burin         | buren        |
| آینده              | xâmbe burem  | xâni buri    | xâne bure   | xâmbi burim   | xânni burin   | xânne buren  |

در جدول زیر فعل کردن (hâkârden) براساس گویش ساروی در زمان‌های مختلف صرف می‌شود.
| زمان/شخص                   | ۱ مفرد           | ۲ مفرد          | ۳ مفرد          | ۱ جمع            | ۲ جمع            | ۳ جمع            |
| -------------------------- | ---------------- | --------------- | --------------- | ---------------- | ---------------- | ---------------- |
| گذشته ساده                 | hâkârdeme        | hâkârdi         | hâkârde         | hâkârdemi        | hâkârdeni        | hâkârdene        |
| گذشته کامل                 | hâkârde-bime     | hâkârde-bi      | badi-bie        | badi-bimi        | badi-bini        | badi-bine        |
| گذشته التزامی              | hâkârde-buem     | hâkârde-bui     | hâkârde-bue     | hâkârde-buim     | hâkârde-buin     | hâkârde-buen     |
| گذشته التزامی کامل         | hâkârde-bai-buem | hâkârde-bai-bui | hâkârde-bai-bue | hâkârde-bai-buim | hâkârde-bai-buin | hâkârde-bai-buen |
| گذشته استمراری نوع اول     | kârdeme          | kârdi           | kârde           | kârdemi          | kârdeni          | kârdene          |
| گذشته استمراری نوع دوم     | kândesseme       | kândessi        | kândesse        | kândessemi       | kândesseni       | kândessene       |
| گذشته در حال انجام نوع اول | dai-kârdeme      | dai-kârdi       | dai-kârde       | dai-kârdemi      | dai-kârdeni      | dai-kârdene      |
| گذشته در حال انجام نوع دوم | dai-kândesseme   | dai-kândessi    | dai-kândesse    | dai-kândessemi   | dai-kândesseni   | dai-kândessene   |
| حال ساده/آینده             | kâmbe/kândeme    | kândi           | kânde           | kâmbi/kândemi    | kândeni          | kândene          |
| حال در حال انجام           | dar-kâmbe        | dar-kândi       | dar-kânde       | dar-kâmbi        | dar-kândeni      | dar-kândene      |
| حال التزامی                | hâkânem          | hâkâni          | hâkâne          | hâkânim          | hâkânin          | hâkânen          |
| آینده                      | xâmbe hâkânem    | xâni hâkâni     | xâne hâkâne     | xâmbi hâkânim    | xânni hâkânin    | xânne hâkânen    |

در جدول زیر فعل کَندن (buten) براساس گویش ساروی در زمان‌های مختلف صرف می‌شود.
| زمان/شخص           | ۱ مفرد      | ۲ مفرد      | ۳ مفرد     | ۱ جمع        | ۲ جمع        | ۳ جمع       |
| ------------------ | ----------- | ----------- | ---------- | ------------ | ------------ | ----------- |
| گذشته ساده         | buteme      | buti        | bute       | butemi       | buteni       | butene      |
| گذشته کامل         | bute-bime   | bute-bi     | bute-bie   | bute-bimi    | bute-bini    | bute-bine   |
| گذشته التزامی      | bute-bum    | bute-bui    | bute-bu    | bute-buim    | bute-buin    | bute-bun    |
| گذشته التزامی کامل | bute-bi-bum | bute-bi-bui | bute-bi-bu | bute-bi-buim | bute-bi-buin | bute-bi-bun |
| گذشته استمراری     | veteme      | veti        | vete       | vetemi       | veteni       | vetene      |
| گذشته در حال انجام | dai-veteme  | dai-veti    | dai-vete   | dai-vetemi   | dai-veteni   | dai-vetene  |
| حال ساده/آینده     | vejembe     | vejeni      | vejene     | vejembi      | vejenni      | vejenne     |
| حال در حال انجام   | dar-vejembe | dar-vejeni  | dar-vejene | dar-vejembi  | dar-vejenni  | dar-vejenne |
| حال التزامی        | bujem       | buji        | buje       | bujim        | bujin        | bujen       |
| آینده              | xâmbe bujem | xâni buji   | xâne buje  | xâmbi bujim  | xânni bujin  | xânne bujen |

### افعال
- صرف فعل شدن (baien\bavien) در زمان حال، گذشته و حال التزامی به گویش ساروی.[۱۶]

| فعل شدن          | ۱ مفرد   | ۲ مفرد  | ۳ مفرد  | ۱ جمع    | ۲ جمع    | ۳ جمع    |
| ---------------- | -------- | ------- | ------- | -------- | -------- | -------- |
| زمان حال         | vumbe    | vuni    | vune    | vumbi    | vunni    | vunne    |
| زمان گذشته       | baime    | bai     | baie    | baimi    | baini    | baine    |
| زمان گذشته کامل  | bai bime | bai bii | bai bie | bai bimi | bai bini | bai bine |
| زمان حال التزامی | bavvem   | bavvi   | bavve   | bavvim   | bavvin   | bavven   |

| فارسی معیار     | گویش ساروی       |
| --------------- | ---------------- |
| امشب خوب می‌شود  | emšo xâr vune    |
| چطور شدم        | četi baime       |
| می‌خواهم خوب بشم | xâmbe xâr bavvem |

- صرف فعل بودن (bien) در زمان حال و گذشته به گویش ساروی.[۱۷]

| فعل شدن    | ۱ مفرد     | ۲ مفرد   | ۳ مفرد   | ۱ جمع   | ۲ جمع   | ۳ جمع  |
| ---------- | ---------- | -------- | -------- | ------- | ------- | ------ |
| زمان حال   | hasseme    | hassi    | hasse    | hassemi | hasseni | hasene |
| زمان گذشته | bime       | bi       | bie      | bimi    | bini    | bine   |
| زمان گذشته | buem\bošem | bui\boši | bue\boše | buim    | buin    | buen   |

| فارسی معیار     | گویش ساروی       |
| --------------- | ---------------- |
| کجا هستید       | keje haseni      |
| آنها دختر بودند | vešun deter bine |

- صرف فعل بودن در جایی (daien\davien)در زمان حال، گذشته و حال التزامی در زمان‌های مختلف به گویش ساروی.[۱۸]

| فعل شدن          | ۱ مفرد | ۲ مفرد | ۳ مفرد | ۱ جمع  | ۲ جمع  | ۳ جمع  |
| ---------------- | ------ | ------ | ------ | ------ | ------ | ------ |
| زمان حال         | dareme | dari   | dare   | daremi | dareni | darene |
| زمان گذشته       | daime  | dai    | daie   | daimi  | daini  | daine  |
| زمان حال التزامی | davvem | davvi  | davve  | davvim | davvin | davven |

| فارسی معیار          | گویش ساروی           |
| -------------------- | -------------------- |
| من خانه هستم         | men sere dareme      |
| خانه ات بودم         | te sere daime        |
| می‌توانم خانه ات باشم | tumbe te sere davvem |